# Aníbal Zaniratto
Aníbal Eduardo Zaniratto (n. 13 de enero de 1969, Saladillo, Provincia de Buenos Aires, es un piloto argentino de automovilismo de velocidad, actualmente retirado. Compitió, entre otras categorías Fórmula 3 Sudamericana, Turismo Carretera, Superturismo Sudamericano y TC 2000.

## Resultados

### Turismo Competición 2000
| Año  | Equipo                | Auto             | 1    | 2   | 3     | 4     | 5     | 6    | 7   | 8    | 9      | 10     | 11     | 12    | 13    | 14     | Res. | Puntos |
| ---- | --------------------- | ---------------- | ---- | --- | ----- | ----- | ----- | ---- | --- | ---- | ------ | ------ | ------ | ----- | ----- | ------ | ---- | ------ |
| 2000 |                       |                  | RC I | TRE | AG    | SJU I | PAR I | OBE  | BB  | RAF  | BA I   | SJO    | SJU II | RC II | BA II | PAR II | 14°  | 37     |
| 2000 | Honda Team Pro Racing | Honda Civic VI   | 6    | Ret | Ret   | 11    | 8     | 16   | Ret | 2    | 13     | 14     | 8      | 19†   | WD    | 4      | 14°  | 37     |
| 2001 |                       |                  | RAF  | RC  | BB    | SJU I | PAR   | BA I | OBE | AG I | SJO    | SJU II | MDA    | RES   | AG II | BA II  | 14°  | 31     |
| 2001 | Team Pro Racing       | Honda Civic VI   | Ret  | 10  | Ret   | 7     | Ret   | Ret  | 13  | 1    | 6      | 13     | Ret    | Ret   | WD    | WD     | 14°  | 31     |
| 2002 |                       |                  | GR   | RC  | SJU I | BB    | RES   | OBE  | AG  | SAL  | SJU II | PAR    | BA     | SRA   | PIG   | MDP    | 25°  | 6      |
| 2002 | Team Pro Racing       | Honda Civic VI   | Ret  | 13  | Ret   | 6     | 15†   |      |     |      |        |        |        |       |       |        | 25°  | 6      |
| 2004 |                       |                  | GR   | VIE | SJU   | PAR   | SL    | OBE  | AG  | CON  | RC     | SRA    | BB     | BA    | RAF   | MDP    | 24°  | 3      |
| 2004 | EF Racing             | Peugeot 307      |      |     |       |       | 13    | Ret  | 17† | Ret  | 8      | 14     | Ret    | Ret   |       |        | 24°  | 3      |
| 2005 |                       |                  | BA I | PAR | VIE   | SJU   | OLA   | AG   | CUR | OBE  | RAF    | SRA    | CON    | BA II | SL    | GR     | -    | 0      |
| 2005 | EF Racing             | Peugeot 307      | Ret  | Ret | Ret   | Ret   | Ret   | Ret  | Ret | 13   | 18     | Ret    | Ret    | 12    | 18    | Ret    | -    | 0      |
| 2006 |                       |                  | BA I | OLA | CR    | VIE   | SFE   | SJU  | SRA | RES  | CUR    | SMM    | GR     | BA II | OBE   | PAR    | 30°  | 2      |
| 2006 | Renault TC 2000 Team  | Renault Mégane I |      |     | 14    | 10    | WD    | 18   | 17  | Ret  | 18     | 10     |        |       |       |        | 30°  | 2      |
| 2008 |                       |                  | PAR  | SAL | GR    | SFE   | SJU   | RES  | AG  | BA   | OBE    | TRH    | VIE    | SMM   | PDF   | PDE    | -    | -      |
| 2008 | DP-1 Team             | Ford Focus I     |      |     |       |       |       |      |     | Ret  |        |        |        |       |       |        | -    | -      |